# Sufficientemente grande
In matematica, l'espressione "sufficientemente grande" è usata in contesti come:
{\displaystyle P} è vera per {\displaystyle x} sufficientemente grande
dove {\displaystyle P} indica una generica proprietà, o affermazione ben definita, che per esteso si esprime:
esiste {\displaystyle a\in \mathbb {R} } tale che {\displaystyle P} è vera per ogni {\displaystyle x\geq a}.
A volte si dice anche che {\displaystyle P} è definitivamente vera. Questo non significa necessariamente che siano noti dei valori particolari di {\displaystyle a} che soddisfino tale condizione, ma solo che un tale {\displaystyle a} esiste.
La frase "sufficientemente grande" non deve essere confusa con le espressioni "arbitrariamente grande" o "infinitamente grande"; infatti
{\displaystyle P} è vera per {\displaystyle x} arbitrariamente grande
vuol dire:
per ogni {\displaystyle a\in \mathbb {R} } esiste {\displaystyle x\geq a} tale che {\displaystyle P} è vera per {\displaystyle x}.
Per fare un esempio:
- la frase "{\displaystyle \sin x\geq 0} per {\displaystyle x} sufficientemente grande" è falsa, poiché vorrebbe dire che tutti i valori dopo {\displaystyle a} hanno seno positivo, mentre il seno oscilla infinite volte tra -1 e 1.
- la frase "{\displaystyle \sin x\geq 0} per {\displaystyle x} arbitrariamente grande" è vera, poiché per ogni {\displaystyle a} reale esisteranno sempre punti dopo {\displaystyle a} che avranno seno positivo, di nuovo per la periodicità del seno.

Il concetto di "sufficientemente grande" è talvolta argomento di umorismo matematico, come ad esempio nella  battuta "π = 3, per valori sufficientemente grandi di 3".